# LILRB3
LILRB3 (англ. Leukocyte immunoglobulin-like receptor subfamily B member 3; CD85a) — мембранный белок семейства иммуноглобулиноподобных рецепторов, входящих в суперсемейство иммуноглобулинов. Продукт гена человека LILRB3.

## Функции
Ген LILRB3 входит в семейство иммуноглобулиноподобных рецепторов лейкоцитов, кластер которого у человека расположен в хромосомном регионе 19q13.4. Белок принадлежит к подсемейству класса B лейкоцитарных рецепторов, которые отличаются наличием от 2 до 4 внеклеточных иммуноглобулярных доменов, трансмембранного домена и от 2 до 4 цитоплазматических ингибиторных мотивов ITIM. Рецептор экспрессируется на иммунных клетках, где он связывается с молекулами главного комплекса гистосовместимости класса MHC-I на поверхности антигенпрезентирующих клеток и переносит негативный сигнал, который ингибирует стимулирование иммунного ответа. LILRB3 контролирует воспаление и цитотоксическую реакцию для обеспечения направленного иммунного ответа и ограничения аутоиммунной реакции.

## Структура
LILRB3 состоит из 481 аминокислоты, молекулярная масса 52,4 кДа. Существует около 18 изоформ белка.